# Neuwiedia borneensis
Neuwiedia borneensis ist eine Art aus der Gattung Neuwiedia in der Familie der Orchideen (Orchidaceae). Die krautigen Pflanzen werden etwa 40 cm groß, sie stammen aus Borneo.

## Beschreibung
Neuwiedia borneensis wird 35 bis 60 cm groß. Die Wurzeln haben einen Durchmesser von 2 bis 4 mm, sie sind verzweigt und bilden an den Enden gelegentlich Verdickungen. Die Blätter sind linealisch, ihre Größe variiert von 2,5 cm Länge bei 0,5 cm Breite bis zu 45 cm Länge bei 5,5 cm Breite. Es sind neun bis 31 Blattadern vorhanden, von denen sieben deutlich hervortreten.
Der Blütenstand ist eine endständige Traube, er wird 8 bis 13 cm lang und überragt die Blätter nicht. Blühende Pflanzen wurden im September, November und Januar gefunden. Ein Blütenstand enthält 40 bis 75 weiße, 16 bis 21 mm große Blüten. Blütenstandsachse, Tragblätter und Blütenblätter sind behaart, wobei die Dichte der Behaarung zwischen verschiedenen Individuen schwankt. Die Haare sind nicht drüsig und von unterschiedlicher Länge, die längsten messen 0,19 bis 0,26 mm. Die Tragblätter sind linealisch, sie enden spitz, ihre Länge beträgt 5 bis 20 mm, die Breite 1 bis 5 mm. Der Blütenstiel ist 2 bis 4 mm lang bei 0,5 bis 0,8 mm Durchmesser, der ovale Fruchtknoten misst 6 mm Länge bei 3 bis 4 mm Durchmesser. Die Blütenblätter sind sich alle recht ähnlich: die Sepalen sind auf der Außenseite mehr oder weniger behaart, länglich-oval geformt, 8 bis 12 mm lang bei 3 bis 4 mm Breite. Die Petalen sind auf der Außenseite mit einem längs verlaufenden Kiel versehen, dieser ist behaart. Sie sind mit 3,2 bis 4,5 mm kaum breiter als die äußeren Blütenblätter. Eine Lippe ist kaum differenziert, sie ist etwas breiter (3,5 bis 4,5 mm) als die beiden anderen inneren Blütenblätter. Alle Blütenblätter sind mit einer kleinen, 0,4 bis 1 mm langen aufgesetzten Spitze versehen. Die Säule besteht aus drei Staubfäden und dem Griffel, die auf einer Länge von 1 bis 2 mm am Grund miteinander verwachsen sind. Der freie Teil der Staubfäden misst 0,5 bis 1,5 Millimeter, die Staubbeutel sind lanzettlich, 3,2 bis 3,3 mm lang und 1 mm breit. Der freie Teil des Griffels misst 5 bis 6 mm und überragt damit die Staubblätter. Die Narbe ist rundlich oder dreilappig, mit einem Durchmesser von 1 bis 1,2 mm deutlich breiter als der Griffel, der einen Durchmesser von 0,4 bis 0,6 mm besitzt. Die fleischige Frucht misst 8 bis 9 mm in der Länge und 4 bis 5 mm im Durchmesser, zur Reifezeit platzt sie wahrscheinlich auf. Im Querschnitt ist sie rund, vorne endet sie in einer 1,5 bis 2 mm langen Spitze. Die Samen bestehen aus einem ovalen Mittelteil und zwei fadenförmigen Anhängseln.

## Vorkommen
Neuwiedia borneensis wächst im Nordwesten Borneos. Die Standorte liegen auf nassen, nährstoffarmen Sandböden.

## Systematik und botanische Geschichte
Neuwiedia borneensis wurde 1969 von Eduard Ferdinand de Vogel erstmals anhand von Pflanzen in Blumea; Tijdschrift voor de Systematiek en de Geografie der Planten (A Journal of Plant Taxonomy and Plant Geography) Band 17, Seite 325 beschrieben, die Henry Nicholas Ridley gesammelt hatte. De Vogel vergleicht Neuwiedia borneensis mit Neuwiedia griffithii, welches ebenfalls drüsenlose Haare besitzt, von dem es sich aber in Details der Blüte, der Frucht und der Samen unterscheidet. Bei einer DNA-Analyse einiger Arten aus der Unterfamilie Apostasioideae, darunter die drei Neuwiedia-Arten Neuwiedia borneensis, Neuwiedia veratrifolia und Neuwiedia zollingeri, ergab sich folgendes Kladogramm:
|  | \| \| Neuwiedia borneensis \| \| \| \| \| \| Neuwiedia veratrifolia \| \| \| \| |
|  |                                                                                 |
|  | Neuwiedia zollingeri                                                            |
|  |                                                                                 |
|  | Neuwiedia borneensis                                                            |
|  |                                                                                 |
|  | Neuwiedia veratrifolia                                                          |
|  |                                                                                 |

|  | Neuwiedia borneensis   |
|  |                        |
|  | Neuwiedia veratrifolia |
|  |                        |

|  | \| \| Neuwiedia borneensis \| \| \| \| \| \| Neuwiedia veratrifolia \| \| \| \| |
|  |                                                                                 |
|  | Neuwiedia zollingeri                                                            |
|  |                                                                                 |
|  | Neuwiedia borneensis                                                            |
|  |                                                                                 |
|  | Neuwiedia veratrifolia                                                          |
|  |                                                                                 |

|  | Neuwiedia borneensis   |
|  |                        |
|  | Neuwiedia veratrifolia |
|  |                        |